# 塞纳河畔萨穆瓦
塞纳河畔萨穆瓦（法語：Samois-sur-Seine，法語發音：[samwa syʁ sɛn] ⓘ）是法国塞纳-马恩省的一个市镇，位于该省西南部，属于枫丹白露区。

## 地理
塞纳河畔萨穆瓦（48°27'8"N, 2°45'0"E）面积6.33 平方千米，位于法国法蘭西島大區塞纳-马恩省，该省份为法国北部内陆省份，北起瓦兹省，西接埃松省、马恩河谷省、塞纳-圣但尼省和瓦兹河谷省，南至卢瓦雷省，东南接约讷省，东临马恩省和奥布省，东北接埃纳省。
与塞纳河畔萨穆瓦接壤的市镇（或旧市镇、城区）包括：阿翁、布瓦勒鲁瓦、枫丹白露、方丹港、埃里西、萨莫罗、塞纳河畔维莱讷。

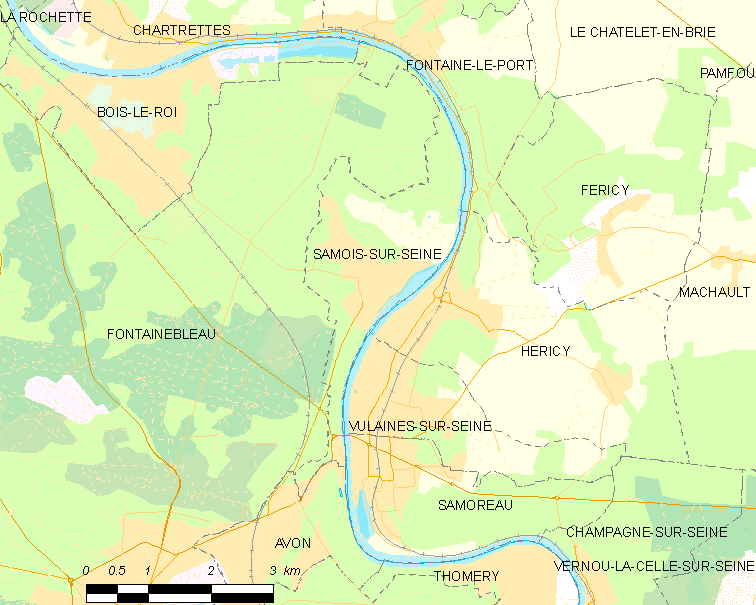
塞纳河畔萨穆瓦的OSM定位图

塞纳河畔萨穆瓦的时区为UTC+01:00、UTC+02:00（夏令时）。

## 行政
塞纳河畔萨穆瓦的邮政编码为77920，INSEE市镇编码为77441。

## 政治
塞纳河畔萨穆瓦所属的省级选区为枫丹白露县。

## 人口

1962-2008年间塞纳河畔萨穆瓦人口变化图示

塞纳河畔萨穆瓦于2022年1月1日时的人口数量为2066人。